# Nada sobre nosotros sin nosotros
Nada sobre nosotros sin nosotros (en latín: Nihil de nobis, sine nobis) es una expresión utilizada para comunicar la idea de que no puede decidirse una política sin contar con la participación completa y directa de los miembros del grupo afectado por dicha política.
La idea incluye naciones, estados, grupos étnicos, modelo social de la discapacidad y demás grupos considerados marginales en cuanto a oportunidades políticas, sociales y económicas.
El origen del término se encuentra en las tradiciones políticas de Europa Central. Fue un lema político que contribuyó a establecer en 1505 una nueva legislación constitucional en Polonia, la primera que transfirió el poder del monarca al parlamento, y que en una traducción aproximada al latín le dio el nombre de Nihil novi. A partir de ahí, se convirtió en un sinónimo de las normas democráticas, como queda patente en la política de la Hungría del siglo XIX y de la Polonia de entreguerras.
El término en inglés «Nothing about us without us» comienza a utilizarse en los años 1990. El activista James Charlton relata haber escuchado el término por parte de los activistas sudafricanos por los derechos de las personas con discapacidad, Michael Masutha y William Rowland, a partir de activistas del este europeo en conferencias sobre los derechos para las personas con discapacidad. En 1998, Charlton utiliza la frase como título de un libro sobre estos derechos.